# 1981 في العراق
فيما يلي قوائم الأحداث التي وقعت خلال عام 1981 في العراق.
7 يونيو
عملية أوبرا

## سياسة

### تعيين في المنصب
- 26 يوليو – عبد الرزاق الهاشمي وزير التعليم العالي والبحث العلمي.

## مواليد

### يناير
- 1 يناير – كاوه كرمياني صحفي عراقي.
- 1 يناير – هيف كهرمان فنانة عراقية.

### فبراير
- 13 فبراير – وسام كاصد لاعب كرة قدم عراقي.
- 14 فبراير – خالد مشير لاعب كرة قدم عراقي.

### أبريل
- 12 أبريل – قصي منير لاعب كرة قدم عراقي.
- 27 أبريل – شون بولي لاعب كركيت من المملكة المتحدة.

### يونيو
- 1 يونيو – هوار ملا محمد لاعب كرة قدم عراقي.

### يوليو
- 1 يوليو – حسان تركي عطيه لاعب كرة قدم عراقي.
- 27 يوليو – آلاء العوادي إعلامية عراقية.

### أغسطس
- 28 أغسطس – شهد الياسين

### نوفمبر
- 6 نوفمبر – عدي طالب لاعب كرة قدم عراقي.
- 15 نوفمبر – علي أبو خمرة
- 15 نوفمبر – عماد عودة لاعب كرة قدم عراقي.

### ديسمبر
- 13 ديسمبر – أحمد مناجد لاعب كرة قدم عراقي.
- 15 ديسمبر – علي ناظم سلمان مصارع هاوي عراقي.

## وفيات

### يناير
- 1 يناير – حسن سامي التتار (مواليد 1894) قاضي وحقوقي عراقي شغل منصب وزير العدلية في عهد المملكة العراقية.
- 1 يناير – عبد العزيز العقيلي (مواليد 1919)

### يونيو
- 25 يونيو – صالح اليوسفي (مواليد 1918) سياسي عراقي.

### يوليو
- 24 يوليو – علي مردان (مواليد 1904) موسيقي عراقي.